# Rebecca Hamilton
Rebecca Hamilton (znana również jako Becca Hamilton, ur. 12 lipca 1990 w Madison) – amerykańska curlerka. Brązowa medalistka mistrzostw świata kobiet z 2021 roku oraz reprezentantka kraju na Zimowych Igrzyskach Olimpijskich 2018.

## Kariera
Hamilton zaczęła grać w curling w 2006 roku. W 2008 reprezentowała kraj na mistrzostwach świata juniorów w Östersund w drużynie Niny Spatoli, gdzie zajęła 8. miejsce na 10. W tej kategorii reprezentowała kraj ponownie w 2011 roku. W tych zawodach Hamilton grała na pozycji skipa, a w jej drużynie występowała Tara Peterson, Karlie Koenig, Sophie Brorson i Rebecca Funk. Ostatecznie zajęły 5. miejsce.
W kolejnych latach Hamilton grała w drużynach Niny Spatoli/Roth, wygrywając krajowe mistrzostwa w 2014 roku, zajmując drugie miejsce w 2016, 2017 i 2019 oraz ponownie wygrywając w 2020. W międzyczasie w 2015 roku pojechała na mistrzostwa świata jako rezerwowa w drużynie Aileen Sormunen.
W 2018 roku zakwalifikowała się do reprezentowania kraju na igrzyskach olimpijskich w Pjongczangu zarówno w kategorii kobiet, jak i w parach mieszanych (w których występowała razem ze swoim bratem, Matthew Hamiltonem).
W 2021 wraz z drużyną skipowaną przez Tabithę Peterson zdobyła brązowy medal na mistrzostwach świata w Calgary, w meczu o trzecie miejsce pokonując drużynę Anny Hasselborg. W listopadzie tego roku z tą samą drużyną zwyciężyła Olympic Trials, w finale pokonując zespół Cory Christensen. Podczas samych Igrzysk Olimpijskich 2022 drużyna odnotowała 4 zwycięstwa i 5 porażek, nie awansując do fazy play-off.

### Pary mieszane
W konkurencji par mieszanych Becca występuje ze swoim bratem, Matthew Hamiltonem. W 2022 roku rodzeństwo zdobyło złoty medal w mistrzostwach Stanów Zjednoczonych.